# Bulbophyllum kaitiense
Bulbophyllum kaitiense là một loài phong lan thuộc chi Bulbophyllum.